# Homme de lettres
Homme de lettres (deutsch etwa Mann der Schrift; feminin: femme de lettres, Plural: gens de lettres) ist eine kulturgeschichtliche Bezeichnung für Schriftsteller.
Im 16. und 17. Jahrhundert hielten sich höher gestellte Persönlichkeiten einen homme de lettres, der als Sekretär fungieren konnte (so La Fontaine bei Madame de la Sablière) oder das Interesse des Mäzens an der Literatur dokumentieren sollte. Furetière zeigt in Le Roman bourgeois (1666) die Abhängigkeit, aber auch die Geldgier und das Parasitendasein der wenig ernstgenommenen gens de lettres. Im 18. Jahrhundert bildete sich allmählich ein gewisses Standesbewusstsein, das 1750 durch die Gründung der Société des gens de lettres nach außen in Erscheinung trat. 1793 führte Frankreich als erstes Land das Urheberrecht ein. Schon vor diesem Datum lebten manche Schriftsteller (wie Lesage, Marivaux) von den Einkünften aus ihren vielseitigen Veröffentlichungen. 
Die noch zögernde Loslösung vom Mäzenatentum hatte zur Folge, dass vermehrt die Erwartungen der Leser berücksichtigt wurden, wobei aber der noch umfassend gebildete homme de lettres sich als Erzieher seiner Mitmenschen verstand. In der Romantik war der homme de lettres der in die beginnende arbeitsteilige Gesellschaft integrierte Spezialist der Formulierungskunst im Gegensatz zum höchst sensiblen und vereinsamten poète. Später wurde homme de lettres (bzw. femme de lettres) synonym mit écrivain als Berufsbezeichnung verwendet. In deutschen Feuilletons wird der französische Ausdruck benutzt, um einen Schriftsteller, der viele Gattungen souverän handhabt, hervorzuheben.